# 萊恩·蒙卡索
萊恩·李·蒙卡索（英語：Ryan Lee Mountcastle，1997年2月18日—），為美國職棒大聯盟的一壘手，目前效力於巴爾的摩金鶯。

## 職業生涯
2015年美國職棒大聯盟選秀，金鶯隊在首輪36順位選進蒙卡索。他在GCL聯盟就繳出3成13的打擊率，因此他在季末升上短期1A。2016年，他在短期1A繳出2成81的打擊率。2017年，他在高階1A及2A的合計打擊率為2成87，並敲出18轟與62分打點。
2018年，蒙卡索成為金鶯隊新秀第三名。該年他在2A的打擊率為2成97，並敲出13轟與59分打點。隔年他順利升上3A，並繳出3成12的打擊率，敲出25轟與83分打點，順利拿下聯盟MVP。
2020年8月21日，蒙卡索升上大聯盟。他在隔日敲出大聯盟首安，8月30日擊出大聯盟首轟。該年他的打擊率為3成33，並敲出5轟與23分打點。
2021年6月7日，蒙卡索以單週4成58打擊率，外帶4轟與10分打點的表現拿下美聯單週最佳球員。6月19日，蒙卡索生涯首度達成單場三響砲。

## 外部連結
- 球員資訊和成績在MLB，ESPN，Baseball-Reference，Fangraphs（英文）